# 손영목 (소설가)
손영목(孫永穆, 1945년~ )은 대한민국의 소설가이다.

## 삶
경남 거제에서 출생하였으며, 경남대 국어교육과를 졸업하였다. 1974년 《한국일보》 신춘문예에 〈판님〉이 당선되어 등단하였다. 주요 작품으로 《이항선》,《거리의 악사》,《신의 나라 사람》,《풍화》 등이 있다. 그의 작품에는 어둡고 힘들었던 한국의 지난 역사와 사회의 어두운 단면, 그리고 작가가 살아온 삶에 대한 이야기가 주요 내용으로 등장한다.